# Nasi kuning

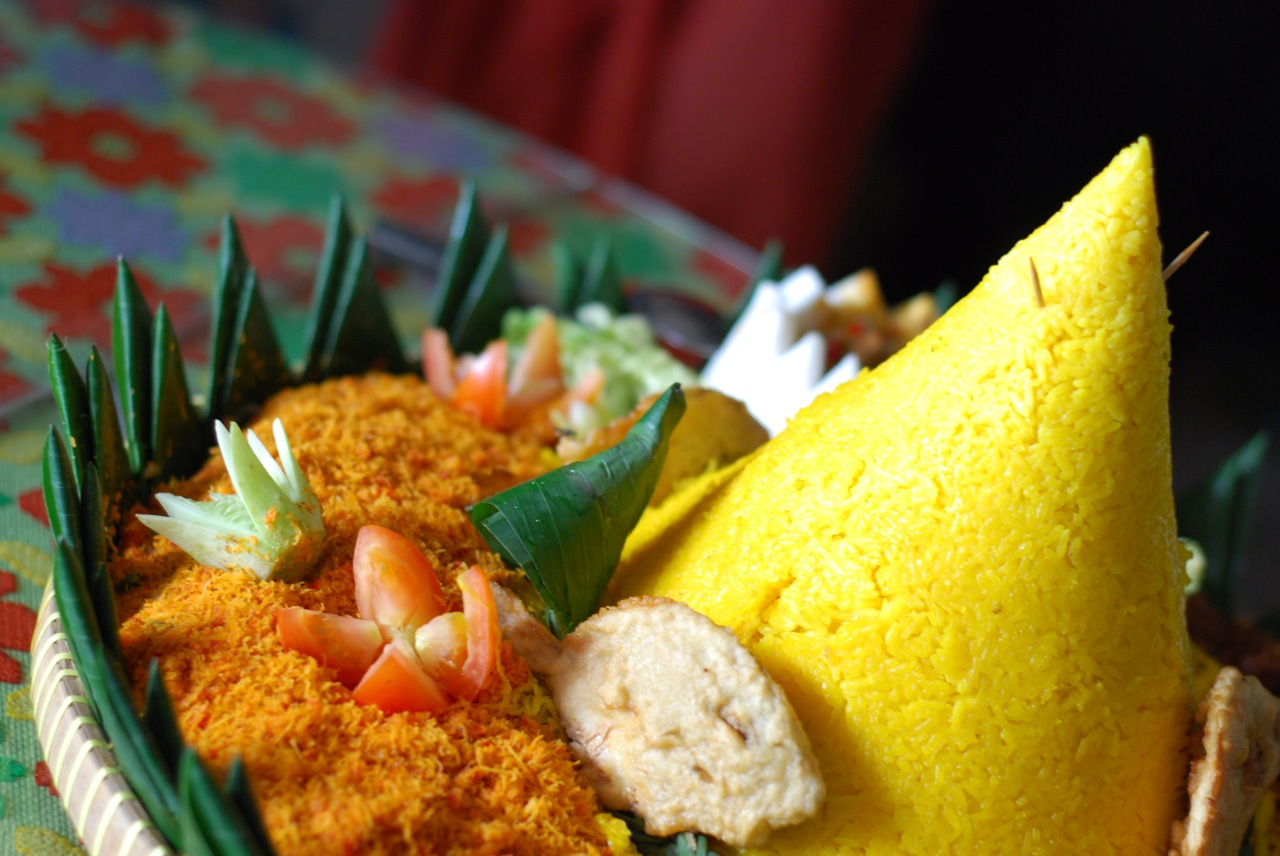
Nasi kuning tumpeng.

Le nasi kuning (indonésien pour « riz jaune »), ou parfois appelé nasi kunyit (« riz curcuma »), est un plat indonésien de riz cuit avec du lait de coco et du curcuma,, qui lui donne sa couleur jaune. Le nasi kuning est servi moulé en forme de cône et appelé tumpeng. Ce plat est habituellement consommé lors de grandes occasions. La couleur et la forme du riz symbolisent une pile d'or ; ce plat, servi lors de fêtes et cérémonies, est symbole de fortune et de santé.
Le plat est généralement servi avec de nombreux plats d'accompagnements, tels que de l'omelette coupée en tranches, du serundeng (relish de noix de coco et d'épices), urap (légumes assaisonnés de lait de coco), teri kacang (anchois frits et arachides), sambal goreng (tempeh frit et pommes de terre caramélisées dans une sauce épicée), ayam goreng (poulet frit à la javanaise), balado udang (crevettes épicées au piment), ou des perkedel (boulettes de viande).
On peut aussi y trouver du bœuf, des abats ou des fruits de mer. Le nasi kuning est enfin servi avec des kerupuk udang (krupuk) ou des emping (chips)  et de la tomate et du concombre en tranches pour la décoration.
Le sommet du tumpeng est normalement servi au doyen de l'assistance.